# Lonchocarpus glaziovii
Lonchocarpus glaziovii är en ärtväxtart som beskrevs av Paul Hermann Wilhelm Taubert. Lonchocarpus glaziovii ingår i släktet Lonchocarpus och familjen ärtväxter. Inga underarter finns listade i Catalogue of Life.